# Mishima (Kagoshima)
Mishima (三島村 Mishima-mura?) es un villa en la prefectura de Kagoshima, Japón, localizada en las islas Ōsumi, al sur de la isla de Kyūshū. Tenía una población estimada de 404 habitantes el 1 de marzo de 2021 y una densidad de población de 13 personas por km².

## Historia
Las islas han estado habitadas desde al menos el período Jōmon. Durante los tiempos históricos se mencionan las islas en el Heike Monogatari y el Azuma Kagami, y la leyenda local dice que fueron un refugio para el clan Heike tras ser derrotados en las Guerras Genpei. Durante el período Edo las islas quedaron bajo el control del clan Shimazu del dominio de Satsuma.
Después de la Restauración Meiji fueron asignadas al distrito de Kawanabe de la provincia de Satsuma y posteriormente transferidas al distrito de Ōshima en la provincia de Ōsumi en 1897. En 1908 fueron agrupadas junto a las islas de Tokara en la villa de Jitto (十島村 Jitto-mura?).
Después de la Segunda Guerra Mundial todas las islas japonesas al sur del paralelo 30, incluidas las islas Tokara, fueron colocadas bajo la administración militar de los Estados Unidos. Sin embargo, las tres islas habitadas al norte del archipiélago, conocidas como Kamimishima (上三島?): Iōjima, Kuroshima y Takeshima, permanecieron bajo el control japonés, y fueron colocadas bajo la administración de la villa de Mishima. Las restantes islas Tokara volvieron a Japón el 10 de febrero de 1952 y ahora son administradas como la villa de Toshima. En 1973 los dos pueblos fueron transferidos al distrito de Kagoshima.

## Geografía
Las islas de la villa son las más septentrionales del archipiélago Ryūkyū, y aunque ahora están agrupadas con las islas Ōsumi, son físicamente una extensión del arco de la islas Tokara. Todas las islas son los picos expuestos de estratovolcanes que se elevan desde el fondo del océano, y la mayoría son volcánicamente activos. Está formada por las islas habitadas de Iōjima, Kuroshima y Takeshima y las islas deshabitadas de Shōwa Iōjima y Denshima.

### Clima
La villa tiene un clima subtropical húmedo (Cfa en la clasificación climática de Köppen). La temperatura media anual en Mishima es de 19.2 °C. La precipitación media anual es de 2504 mm siendo junio el mes más lluvioso. Las temperaturas son más altas en promedio en agosto, alrededor de 27.6 °C, y más bajas en enero, alrededor de 11.0 °C.

## Demografía
Según los datos del censo japonés, la población de Mishima ha disminuido constantemente en los últimos 60 años.
| Gráfica de evolución demográfica de Mishima entre 1950 y 2015 |
|                                                               |
| Oficina de Estadística de Japón                               |